# Гипотеза Самнера
Дэвид Самнер (специалист в теории графов из университета Южной Каролины) в 1971 высказал гипотезу, что турниры являются универсальными графами для полидеревьев (ориентированных деревьев). Более точно, гипотеза Самнера (или гипотеза Самнера об универсальном турнире) утверждает, что любая ориентация любого дерева с {\displaystyle n} вершинами является подграфом любого турнира с {\displaystyle (2n-2)} вершинами. Гипотеза остаётся недоказанной. Кюн, Майкрофт и Остус говорят о гипотезе как об «одной из наиболее известных задач о турнирах.»

## Примеры
Пусть ориентированное дерево {\displaystyle P} является звездой {\displaystyle K_{1,n-1}}, в которой все рёбра ориентированы от центра к листьям. Тогда {\displaystyle P} нельзя вложить в турнир, образованный из вершин регулярного {\displaystyle (2n-3)}-угольника путём направления всех рёбер по часовой стрелке вокруг многоугольника. Для этого турнира любая полустепень входа и любая полустепень выхода равны {\displaystyle n-2}, в то время как центральная вершина {\displaystyle P} имеет большую полустепень выхода, {\displaystyle n-1}.. Таким образом, если гипотеза Самнера верна, она даёт наилучший возможный размер универсального графа для ориентированных деревьев.
Однако в любом турнире с {\displaystyle 2n-2} вершинами, средняя полустепень выхода равна {\displaystyle n-{\frac {3}{2}}}, а максимальная полустепень выхода равно целому числу, большему или равному среднему значению. Таким образом, существует вершина с полустепенью выхода {\displaystyle \left\lceil n-{\frac {3}{2}}\right\rceil =n-1}, которую можно использовать в качестве центральной вершины для копии {\displaystyle P}.

## Частичные результаты
Известны следующие частичные результаты.
- Гипотеза верна для всех достаточно больших значений {\displaystyle n}[4].
- Существует функция {\displaystyle f(n)} с асимптотической скоростью роста {\displaystyle f(n)=2n+o(n)} со свойством, что любое ориентированное дерево с {\displaystyle n} вершинами может быть вложено в подграф любого турнира с {\displaystyle f(n)} вершинами. Кроме того, и более явно, {\displaystyle f(n)\leq 3n-3}.[5]
- Существует функция {\displaystyle g(k)}, такая, что турниры с {\displaystyle n+g(k)} вершинами являются универсальными для ориентированных деревьев с {\displaystyle k} листьями[6][7][8].
- Существует функция {\displaystyle h(n,\Delta )}, такая, что любое ориентированное дерево с {\displaystyle n} вершинами с максимальной степенью, не превосходящей {\displaystyle \Delta }, образует подграф любого турнира с {\displaystyle h(n,\Delta )} вершинами. Если {\displaystyle \Delta } является фиксированной константой, скорость асимптотического роста {\displaystyle h(n,\Delta )} равна {\displaystyle n+o(n)}[2].
- Любой «почти регулярный» турнир с {\displaystyle 2n-2} вершинами содержит любое ориентированное дерево с {\displaystyle n} вершинами[9].
- Любая ориентированная гусеница с {\displaystyle n} вершинами и диаметром, не превосходящим четырёх, может быть вложена в качестве подграфа в любой турнир с {\displaystyle (2n-2)} вершинами[9].
- Любой турнир с {\displaystyle (2n-2)} вершинами содержит в качестве подграфа любой ориентированный корневой граф[англ.] с {\displaystyle n} вершинами[10].

## Связанные гипотезы
Розенфельд высказал гипотезу, что любой ориентированный путь с {\displaystyle n} вершинами (при {\displaystyle n\geqslant 8}) может быть вложен в качестве подграфа в любой турнир с {\displaystyle n} вершинами. После частичных результатов, полученных Томасоном, гипотезу доказали Аве и Томасси.
Аве и Томасси, в свою очередь высказал усиленную гипотезу Самнера, что любой турнир с {\displaystyle n+k-1} вершинами содержит в качестве подграфа любое ориентированное дерево с не более чем {\displaystyle k} листьями.
Бёрр высказал гипотезу, что если граф {\displaystyle G} требует {\displaystyle 2n-2} и более цветов для раскраски графа {\displaystyle G}, тогда любая ориентация графа {\displaystyle G} содержит любую ориентацию дерева с {\displaystyle n} вершинами. Поскольку полные графы требуют различные цвета для каждой вершины, гипотеза Самнера следует немедленно из гипотезу Бёрра. Как показал Бёрр, ориентации графов, хроматическое число которых растёт квадратично от {\displaystyle n}, являются универсальными для ориентированных деревьев.